# Rui Costa (ur. 1972)
Rui Manuel César Costa (wym. [ʁui ˈkɔʃtɐ]; ur. 29 marca 1972 w Lizbonie) – portugalski piłkarz, pomocnik, wicemistrz Europy 2004.
Był jedną z czołowych postaci tzw. „złotego pokolenia” w piłce portugalskiej, wraz z reprezentacją młodzieżową (do lat 20) sięgał po mistrzostwo świata w tej kategorii wiekowej w 1989 i 1991. Piłkarze złotego pokolenia (m.in. także Luís Figo) nie odnieśli jednak oczekiwanego sukcesu w piłce seniorskiej, chociaż Rui Costa miał swój udział w zdobyciu brązowego (2000) i srebrnego medalu (2004) mistrzostw Europy. W 2004 Rui Costa trafił na honorową listę najwybitniejszych piłkarzy, opracowaną przez Pelégo na stulecie FIFA (tzw. FIFA 100). Po turnieju finałowym Mistrzostw Europy w 2004 zakończył karierę reprezentacyjną.
W swojej grze Costa wykorzystywał znakomite wyszkolenie techniczne. Dzięki jego niekonwencjonalnym podaniom napastnicy zdobywali wiele goli. W 2003 przez fachowców został uznany najlepszym rozgrywającym na świecie, wyprzedzając w tej klasyfikacji Zinédine’a Zidane’a. Strzelił bramkę reprezentacji Polski w wygranym 4:0 meczu na mistrzostwach świata w 2002.
Odnosił także sukcesy w piłce klubowej. Był zawodnikiem SL Benfica (z którą zdobył mistrzostwo Portugalii w 1994 i Puchar Portugalii w 1993), Fiorentiny (1996 Puchar i Superpuchar Włoch) i Milanu (2003 Puchar Włoch i Puchar Europy, 2004 mistrzostwo Włoch). Przed sezonem 2006/2007 wrócił do Benfiki.
Swoją karierę zakończył 11 maja 2008 roku w barwach Benfiki Lizbona. Następnie został jej menadżerem.

## Odznaczenia
- Oficer Orderu Infanta Henryka – 2004[1]